# Kanjhawala
Kanjhawala es una ciudad censal situada en el distrito de Delhi noroeste,  en el territorio de la capital nacional,  Delhi (India). Su población es de 10331 habitantes (2011). 

## Demografía
Según el censo de 2011 la población de Kanjhawala era de 10331 habitantes, de los cuales 5529 eran hombres y 4802 eran mujeres. Kanjhawala tiene una tasa media de alfabetización del 82,72%, inferior a la media estatal del 86,21%: la alfabetización masculina es del 90,07%, y la alfabetización femenina del 74,32%.